# 岩戸屋長
岩戸屋 長（いわとや ちょう、生没年不詳）とは江戸時代の江戸の地本問屋。

## 来歴
岩戸屋長蔵かといわれる。寛政年間に地本問屋を営業しており、歌川豊国、喜多川歌麿らの長判の錦絵に多くみられる。

## 作品
- 歌川豊国 「夜船の宗十郎」 長判 錦絵 寛政
- 喜多川歌麿 「母と子」 長判 錦絵 寛政末期
- 喜多川歌麿 「橋下男女魚釣」 長判 錦絵 寛政末期